# Hofmark Chieming

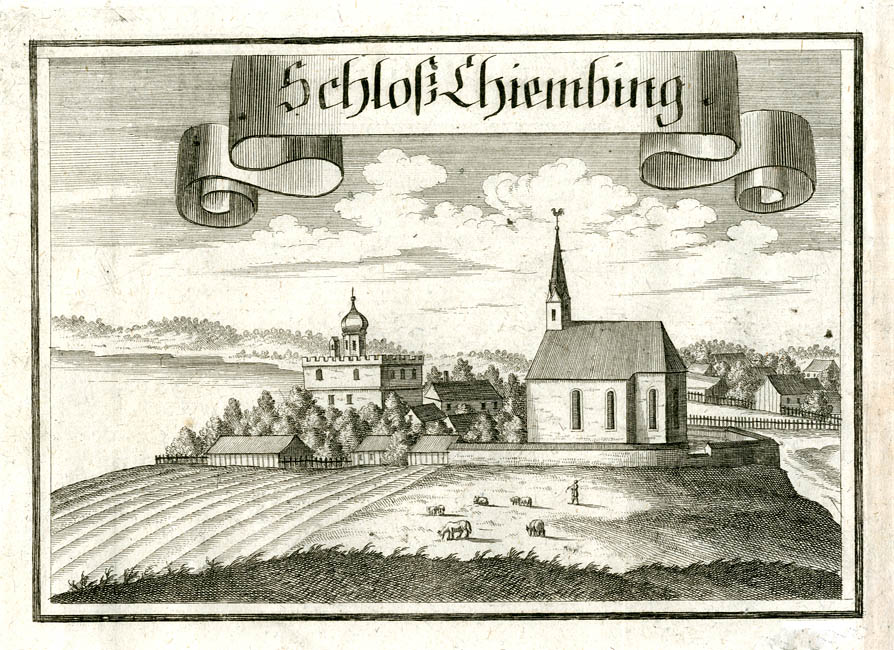
Michael Wening: Stich von „Schloß Chieming“ (um 1701)

Die Hofmark Chieming war eine Hofmark mit Sitz in Chieming, heute eine Gemeinde im oberbayerischen Landkreis Traunstein.

## Geschichte
Eine Hofmark in Chieming wurde in der Landtafel Herzog Georg des Reichen (1479–1503) erstmals erwähnt. 1523 sprach man von einem Sitz „zue neuen Khiemgey“.
Herzog Wilhelm IV. verlieh dem Bergwerksunternehmer Niklas Ribeisen, der das Schloss Neuenchieming erbauen ließ, 1534 die Hofmarksfreiheit mit Niedergerichtsbarkeit. Als Hofmarkinhaber folgten Riebeisens Stiefsöhne aus seiner zweiten Ehe mit Elisabeth Pflügl und weitere Besitzer. Im Jahr 1640 ging die Hofmark an das Kloster Baumburg. 
Durch die Säkularisation in Bayern 1802/03 endete die Grundherrschaft des Klosters Baumburg und die Hofmark Chieming wurde dem Landgericht Traunstein zugewiesen.